# Circonscription de Bennelong
La circonscription de Bennelong est une circonscription électorale australienne en Nouvelle-Galles du Sud. Elle est créée en 1949 et porte le nom de Bennelong, un Aborigène qui se lie d'amitié avec le premier gouverneur de Nouvelle-Galles du Sud, Arthur Phillip. Elle est située au nord de Sydney et inclut les banlieues d'Eastwood, Carlingford, Epping et Ryde.
Détenue par le Parti libéral de sa création à 2007, elle est alors remportée par le Parti travailliste qui la ravit au Premier ministre sortant John Howard.

## Députés
| Nom            | Parti        | Période de mandat |
| -------------- | ------------ | ----------------- |
| John Cramer    | Libéral      | 1949–1974         |
| John Howard    | Libéral      | 1974–2007         |
| Maxine McKew   | Travailliste | 2007–2010         |
| John Alexander | Libéral      | 2010–2022         |
| Jerome Laxale  | Travailliste | 2022–en cours     |